# Daikii Bouba
Daikii Bouba, född 18 mars 1996, är en fransk judoutövare.

## Karriär
Vid EM 2025 i Podgorica tog Bouba guld i 66 kg-klassen efter att ha besegrat Murad Tjopanov i finalen.